# 第52回全国高等学校野球選手権大会
第52回全国高等学校野球選手権大会（だい52かいぜんこくこうとうがっこうやきゅうせんしゅけんたいかい）は、1970年8月8日から8月20日まで阪神甲子園球場で行われた全国高等学校野球選手権大会である。

## 概要
この大会より、決勝戦後の閉会式において、決勝戦進出校の全選手（優勝旗、優勝楯、準優勝楯を手に持っている選手を除く）による国旗・大会旗の降納がバックスクリーンの掲揚台に上って行われるようになった。

## 代表校
| 地方大会 | 代表校       | 出場回数      |
| -------- | ------------ | ------------- |
| 北北海道 | 北見柏陽     | 初出場        |
| 南北海道 | 北海         | 2年ぶり26回目 |
| 北奥羽   | 五所川原農林 | 初出場        |
| 西奥羽   | 秋田商       | 9年ぶり6回目  |
| 東北     | 磐城         | 2年ぶり3回目  |
| 北関東   | 高崎商       | 30年ぶり5回目 |
| 西関東   | 熊谷商       | 5年ぶり3回目  |
| 東関東   | 銚子商       | 5年ぶり5回目  |
| 東京     | 日大一       | 3年連続4回目  |
| 神奈川   | 東海大相模   | 2年連続2回目  |
| 長野     | 須坂園芸     | 初出場        |
| 北越     | 長岡商       | 初出場        |
| 北陸     | 金沢桜丘     | 2年ぶり3回目  |
| 静岡     | 静岡         | 7年ぶり15回目 |
| 愛知     | 東邦         | 2年連続5回目  |

| 地方大会 | 代表校     | 出場回数      |
| -------- | ---------- | ------------- |
| 三岐     | 岐阜短大付 | 初出場        |
| 京滋     | 平安       | 3年連続24回目 |
| 紀和     | 箕島       | 初出場        |
| 大阪     | PL学園     | 8年ぶり2回目  |
| 兵庫     | 滝川       | 6年ぶり6回目  |
| 東中国   | 岡山東商   | 4年ぶり5回目  |
| 広島     | 広島商     | 4年ぶり11回目 |
| 西中国   | 江津工     | 初出場        |
| 北四国   | 高松商     | 2年ぶり11回目 |
| 南四国   | 高知商     | 2年連続8回目  |
| 福岡     | 九州工     | 初出場        |
| 西九州   | 唐津商     | 初出場        |
| 中九州   | 大分商     | 2年連続11回目 |
| 南九州   | 都城       | 初出場        |
| 鹿児島   | 鹿児島商工 | 初出場        |

## 試合結果

### 1回戦
8月8日
- 熊谷商 3 - 0 金沢桜丘
- 広島商 7 - 4 秋田商
- 江津工 2 - 0 鹿児島商工

8月9日
- PL学園 2x - 1 磐城（延長11回）
- 大分商 5 - 1 九州工（延長15回）
- 日大一 2 - 1 都城
- 岐阜短大付 4 - 0 五所川原農林

8月10日
- 東邦 7x - 6 高崎商（延長13回）
- 銚子商 7 - 4 高知商
- 高松商 16 - 0 静岡

8月11日
- 平安 13 - 0 須坂園芸
- 箕島 8 - 0 北見柏陽
- 岡山東商 8 - 1 長岡商

8月12日
- 滝川 13 - 10 北海

### 2回戦
- 東海大相模 5 - 4 唐津商
- （東邦 0 - 0 江津工）（1回表終了後降雨ノーゲーム）

8月13日
- 東邦 6 - 1 江津工
- 高松商 1 - 0 広島商
- 滝川 2x - 1 岡山東商
- PL学園 2 - 0 銚子商

8月16日
- 岐阜短大付 6 - 1 箕島
- 大分商 5 - 2 日大一
- 熊谷商 13x - 12 平安（延長10回）

### 準々決勝
8月17日
- 岐阜短大付 2 - 0 東邦
- 高松商 7 - 0 熊谷商
- PL学園 7 - 0 大分商
- 東海大相模 7x - 6 滝川（延長10回）

### 準決勝
8月19日
- PL学園 16 - 5 高松商
- 東海大相模 3x - 2 岐阜短大付

### 決勝
|            | 1 | 2 | 3 | 4 | 5 | 6 | 7 | 8 | 9 | R  | H  | E |
| ---------- | - | - | - | - | - | - | - | - | - | -- | -- | - |
| 東海大相模 | 0 | 2 | 0 | 1 | 3 | 2 | 2 | 0 | 0 | 10 | 11 | 1 |
| PL学園     | 0 | 1 | 0 | 1 | 0 | 2 | 0 | 2 | 0 | 6  | 11 | 0 |

1. （東）：上原 - 若林
2. （Ｐ）：新美、田代 - 野村
3. 審判
［球審］郷司
［塁審］小西・国賀・山川
4. 試合時間：2時間32分

| 東海大相模 | 東海大相模 | 東海大相模      |
| 打順       | 守備       | 選手            |
| ---------- | ---------- | --------------- |
| 1          | [二]       | 田中秀俊（3年） |
| 2          | [左]       | 小川勝三（2年） |
| 3          | [遊]       | 井尻陽久（3年） |
| 4          | [三]       | 田中敬（3年）   |
| 5          | [中]       | 三好一幸（3年） |
| 6          | [捕]       | 若林一正（3年） |
| 7          | [右]       | 近藤正樹（3年） |
| 8          | [一]       | 渡辺良（1年）   |
| 9          | [投]       | 上原広（3年）   |

| PL学園 | PL学園 | PL学園          |
| 打順   | 守備   | 選手            |
| ------ | ------ | --------------- |
| 1      | [二]   | 斉藤茂樹（3年） |
| 2      | [左]   | 川端博文（3年） |
|        | 打     | 上田茂樹（3年） |
| 3      | [中]   | 新井鐘律（3年） |
| 4      | [一]   | 西川英喜（3年） |
|        | 一     | 奥田一隆（3年） |
| 5      | [投]右 | 新美敏（3年）   |
| 6      | [捕]   | 野村茂（3年）   |
| 7      | [三]   | 古吟稔（3年）   |
| 8      | [右]   | 広畑昇吾（3年） |
|        | 投     | 田代克業（2年） |
| 9      | [遊]   | 行澤久隆（2年） |
|        | 遊     | 漁野博久（3年） |

## 大会本塁打
1回戦
- 第1号：松下恭介（高知商）
- 第2号：大北敏博（高松商）
- 第3号：村上裕二（高松商）
- 第4号：早川英明（北海）

2回戦
- 第5号：新井鐘律（PL学園）
- 第6号：反町実（熊谷商）
- 第7号：中山義朗（平安）

準々決勝
- 第8号：笹原邦彦（滝川）

準決勝
- 第9号：広畑昇吾（PL学園）
- 第10号：高橋幸広（岐阜短大付）

## その他の主な出場選手
- 渡辺進（銚子商）
- 保坂英二（日大一）
- 大八木治（東海大相模）
- 水谷啓昭（東邦）
- 湯口敏彦（岐阜短大付）
- 島本講平（箕島）
- 岡義朗（岡山東商）
- 守岡茂樹（岡山東商）

- ケネス・ハワード・ライト（岡山東商）
- 日高晶彦（広島商）
- 船田政雄（広島商）
- 三沢淳（江津工）
- 細川安雄（高松商）
- 市橋秀彦（九州工）
- 小川清一（大分商）
- 上水流洋（鹿児島商工）